# Dolianova
Dolianova  è un comune italiano di 9 348 abitanti della città metropolitana di Cagliari,  paese importante come punto di riferimento per gli altri piccoli comuni limitrofi con una zona industriale ben organizzata.

## Geografia fisica

### Territorio
Dolianova si trova nel territorio del Parteòlla, (Pattiolla in sardo) nella zona sud-orientale della Sardegna, la cui conformazione si presenta in parte montuosa e in parte pianeggiante e coltivabile.Il territorio e il clima tipicamente mediterraneo hanno permesso nella zona lo sviluppo di una fiorente economia agricola e pastorale.

## Storia

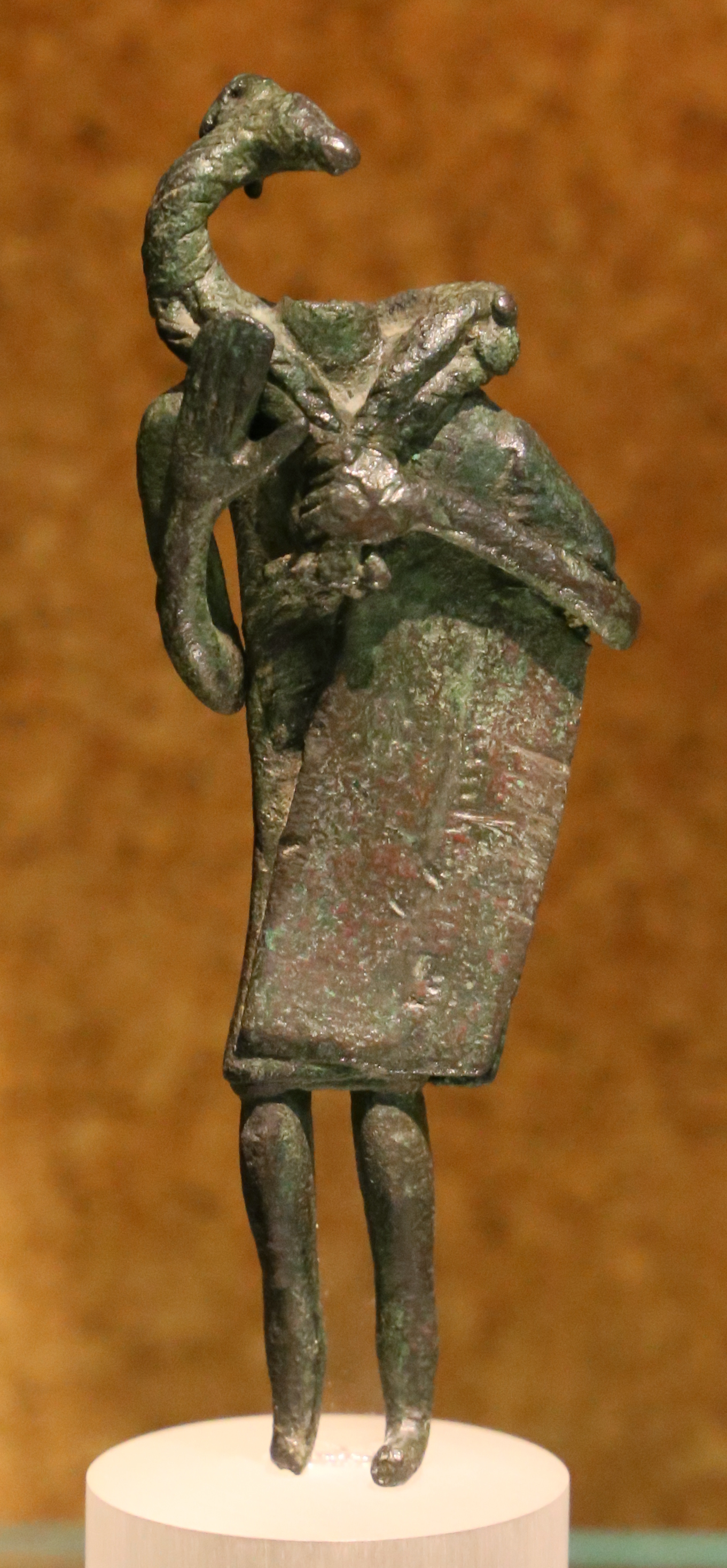
Bronzetto nuragico di offerente che saluta e porta ariete in spalla

I ritrovamenti archeologici testimoniano la presenza di insediamenti umani sin dalla preistoria, specie nella parte montuosa, dove era facile trovare rifugio e dedicarsi alla caccia. 
In epoca romana si ebbe lo stanziamento dei Patulcenses Campani, provenienti presumibilmente dalla Campania, citati nella Tavola di Esterzili e secondo alcuni autori localizzabili nell'attuale agro di Dolianova.

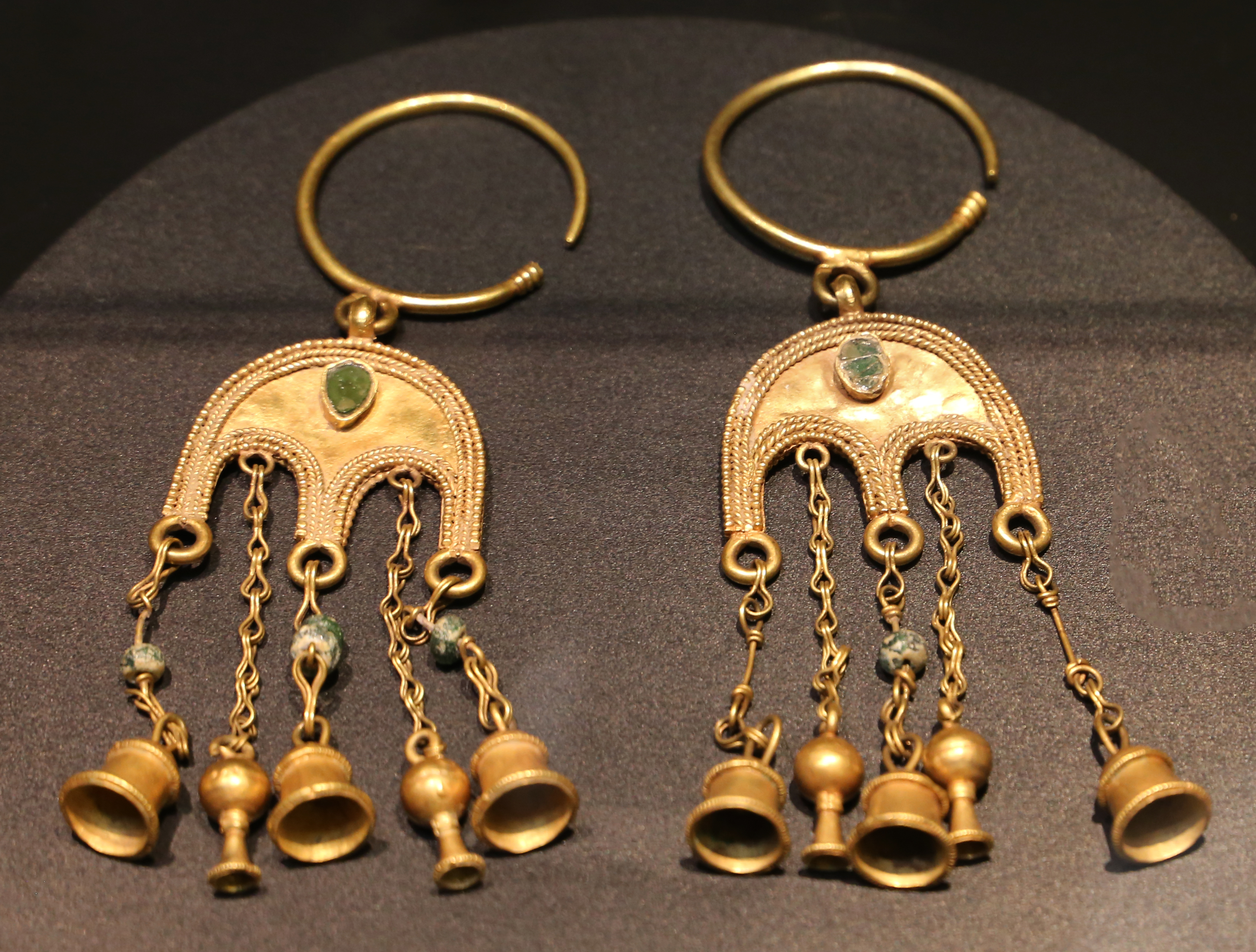
Orecchini a pendente a pelta in oro e paste vitree, da Bruncu e' s'Olia-Dolianova, VI-VII secolo. Museo archeologico nazionale di Cagliari

I primi documenti su Dolia risalgono però al 1089, quando il vescovo Virgilio firmò l'atto di fondazione dei monasteri dei santi Giorgio e Genesio, creati per volontà di Costantino I Salusio II, giudice di Cagliari.
L'attuale centro è formato da due paesi, San Pantaleo e Sicci San Biagio, risalenti al periodo giudicale. Entrambi i paesi appartenevano al Giudicato di Cagliari e facevano parte della curatoria del Parteolla. Alla caduta del giudicato (1258), in epoca prima pisana poi aragonese, San Pantaleo divenne un feudo del vescovo di Suelli e successivamente del vescovo di Cagliari, mentre Sicci formò nel 1355 una baronia, concessa in feudo a Raimondo de Amburra; dopo varie vicissitudini passò sotto la signoria dei Tellez - Giron. Nel 1503 la diocesi di Dolia fu unita all'arcidiocesi di Cagliari. Entrambi i paesi furono riscattati ai rispettivi feudatari nel 1839 con la soppressione del sistema feudale.
Il comune attuale nasce il 25 giugno 1905 dalla fusione dei due centri Sicci San Biagio e San Pantaleo, villaggio natio del pittore e scultore sardo Giovanni Angelo Puxeddu. Come testimonianza dei due precedenti comuni, ancora oggi Dolianova mantiene i due vecchi patroni san Biagio e san Pantaleo.

### Simboli
Lo stemma e il gonfalone del comune di Dolianova sono stati concessi con decreto del presidente della Repubblica dell'8 novembre 1957. Lo stemma si blasona:
Il gonfalone in uso è un drappo partito di bianco e di rosso anche se nel bozzetto che accompagna il decreto di concessione è illustrato un drappo partito di azzurro e di rosso.

## Monumenti e luoghi d'interesse

### Architetture religiose

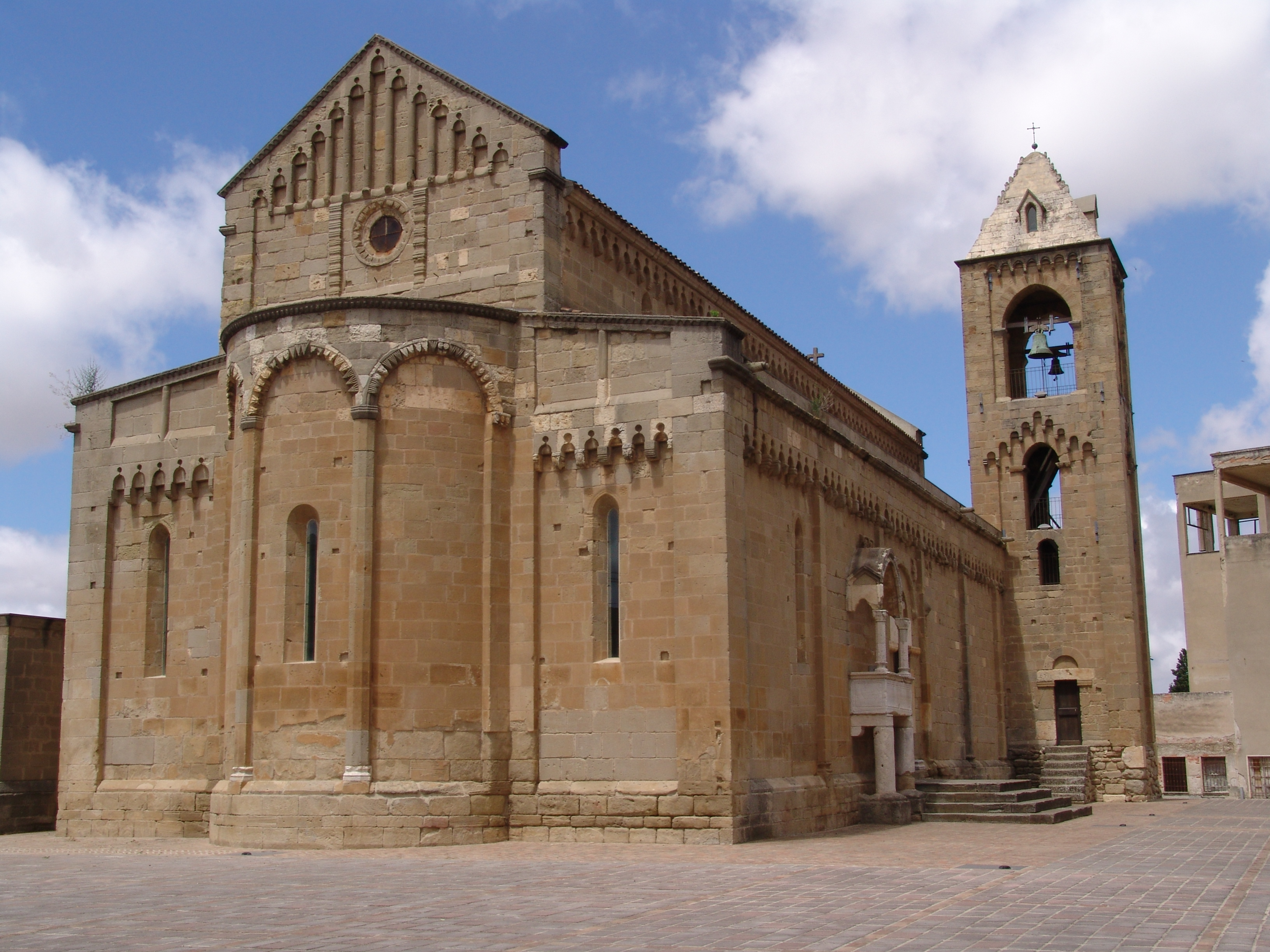
La chiesa di San Pantaleo.

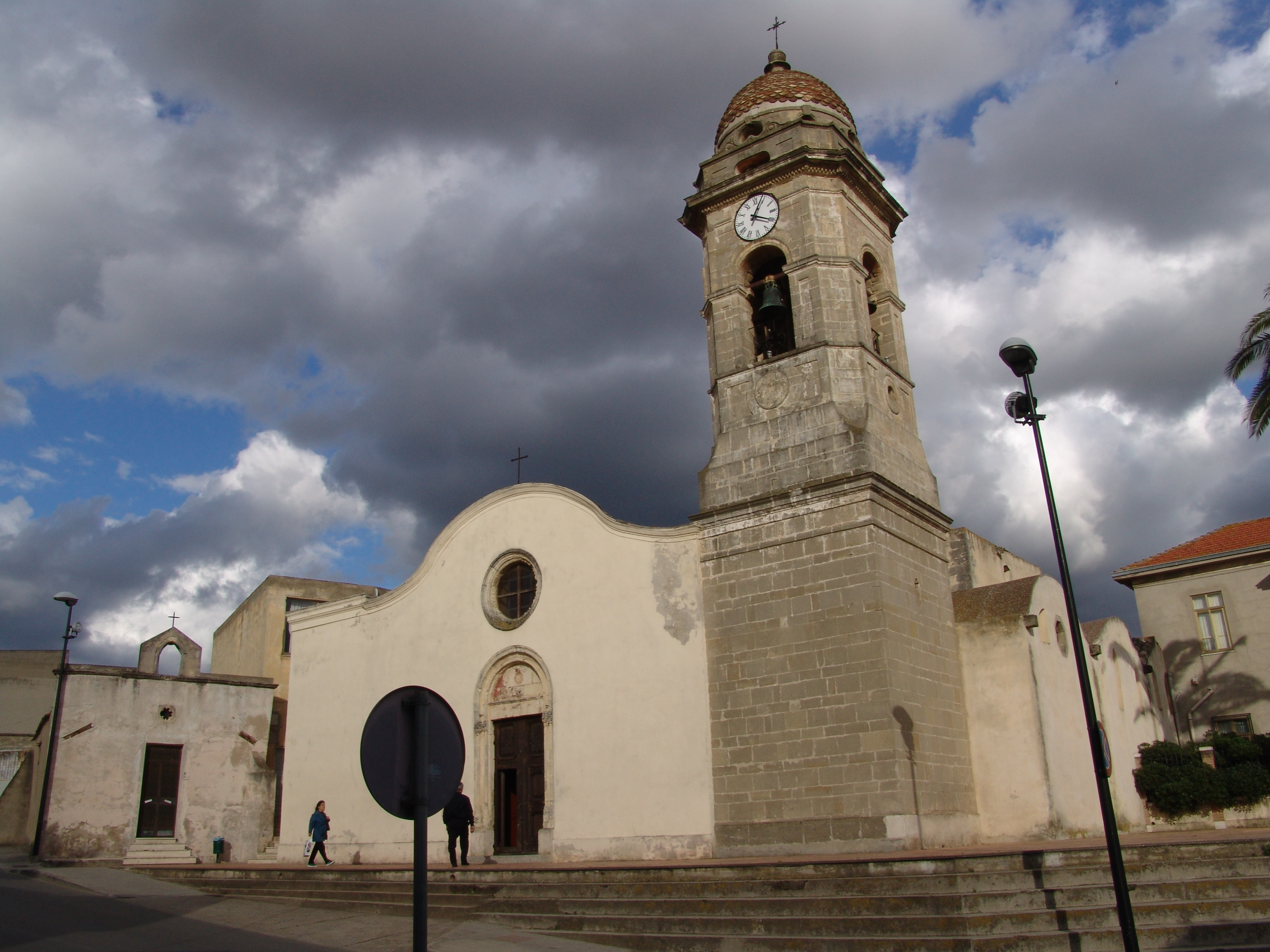
Chiesa di San Biagio

A Dolianova è sita la chiesa di San Pantaleo, edificio romanico-pisano di notevole interesse artistico, risalente al XII secolo. Essa rappresenta uno degli esempi meglio conservati dell'intero patrimonio di stile romanico-pisano della Sardegna (nella chiesa vengono normalmente officiati i riti ecclesiastici), nonché uno dei più imponenti. Risulta particolarmente interessante la ricchezza delle decorazioni interne ed esterne, e la presenza all'interno della chiesa di un fonte battesimale del tipo a immersione, testimonianza certa della presenza di un luogo di culto di epoca paleocristiana La particolarità della pietra di costruzione utilizzata (arenaria) ha consentito infatti di poter realizzare motivi particolarmente complessi, anche se soggetti all'usura del tempo. Il monumento è circondato da un sagrato che nella stagione estiva costituisce uno splendido scenario per numerose rappresentazioni musicali e culturali.
Sono degni di visita inoltre le altre quattro chiese: San Biagio (co-patrono di Dolianova insieme a San Pantaleo), Santa Maria, una graziosa chiesetta totalmente restaurata, con interessanti sculture lignee, San Sebastiano, nel cuore del centro storico dell'antico borgo costitutivo di San Pantaleo, e santa Lucia, una piccola chiesetta in cui i cappellani di San Biagio battezzano le palme o da cui prendono le candele per le processioni.

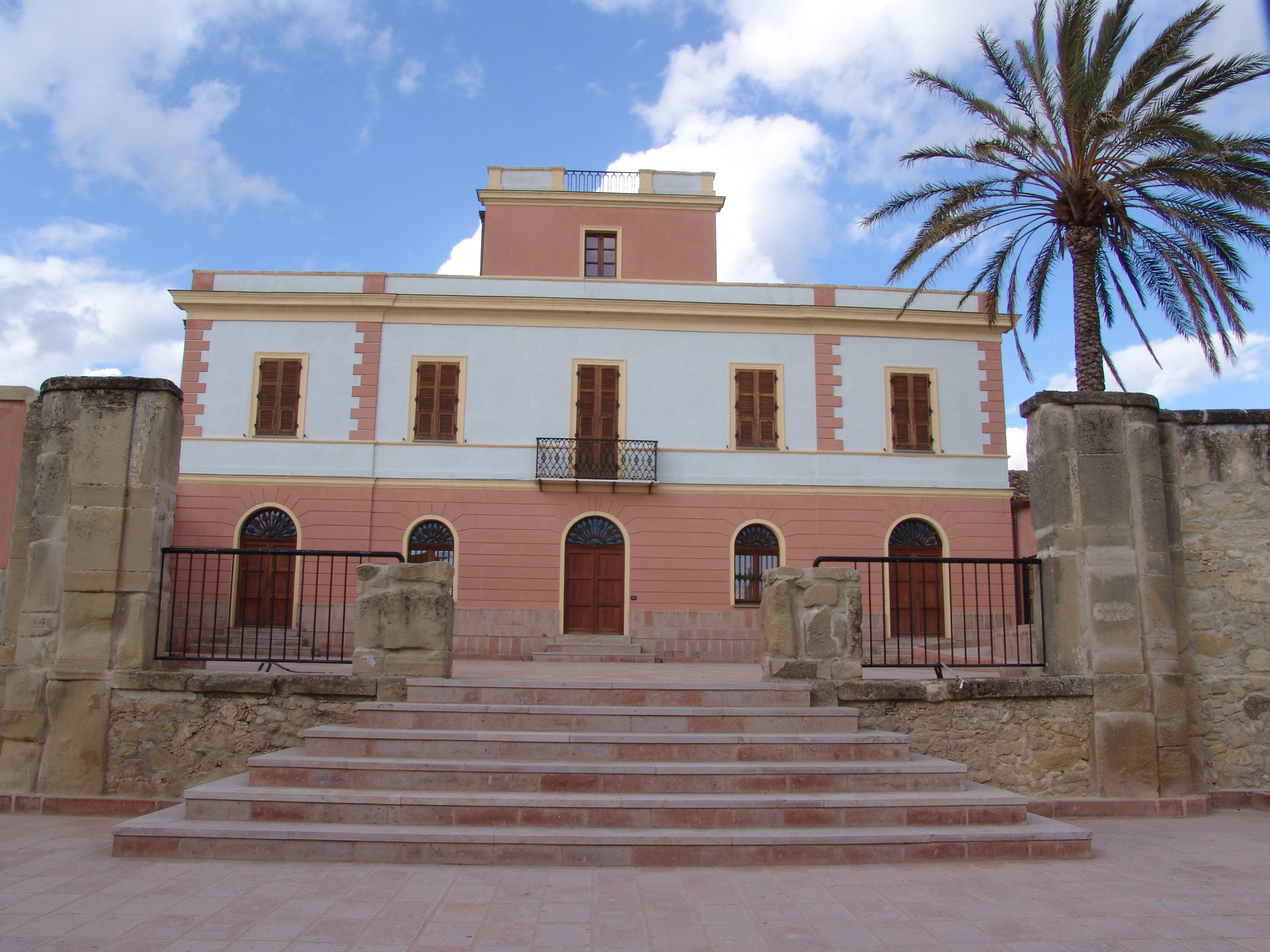
Facciata di Villa de Villa

### Architetture civili
Altro luogo di interesse è rappresentato da Villa de Villa, una casa padronale risalente ai primi anni dell'Ottocento, andato quasi in totale rovina agli inizi degli anni sessanta del Novecento, acquisita dal Comune negli anni ottanta e oggi totalmente recuperata. Viene normalmente utilizzata per la realizzazione di mostre ed esposizioni, nonché per manifestazioni musicali e convegnistiche. Una parte dell'edificio potrebbe in futuro essere utilizzata per l'esposizione permanente di parte dei reperti archeologici del territorio, sotto la direzione del Museo archeologico di Cagliari.

### Siti archeologici
Nel territorio del comune sono rintracciabili numerose testimonianze del passato, tra cui i resti delle terme romane di Sa Cora, il Nuraghe sa dom'e S'Orcu (presso la punta Bruncu Salamu), la tomba dei giganti di Su Tiriaxiu, e il più esteso complesso nuragico in località Santu Juanni, le cui fortezze si trovano ancora in massima parte coperte da terra e vegetazione. Risultano censiti nel territorio oltre 120 siti risalenti al periodo nuragico e pre nuragico, presso i quali sono stati rinvenuti numerosissimi reperti attualmente custoditi presso il Museo archeologico di Cagliari.

### Luoghi di interesse naturalistico
Fuori dall'abitato, percorrendo solo pochi chilometri, ci si può immergere in un ambiente che richiama in maniera quasi didattica un esempio concreto di ruralità evoluta, con una sequenza di coltivazioni ordinate di olivi (in molti casi plurisecolari) e vigneti, che pur registrando una cura particolarmente evidente conservano i tratti, nell'impianto delle metodologie di allevamento più tradizionali.
Nelle parti più elevate del territorio collinare, si incontrano le parti ambientalmente più pregiate dell'intero territorio, che trovano in località come San Giorgio-Sa mitz'e sa Figu e Sa Colonia i due riferimenti più classici per l'intera collettività locale.

## Società

### Evoluzione demografica
Abitanti censiti

### Etnie e minoranze straniere
Al 31 dicembre 2022 la popolazione straniera era di 110 persone, pari all'1,82% del totale.

### Lingue e dialetti
La variante del sardo parlata a Dolianova è il campidanese occidentale.

### Tradizioni e folclore

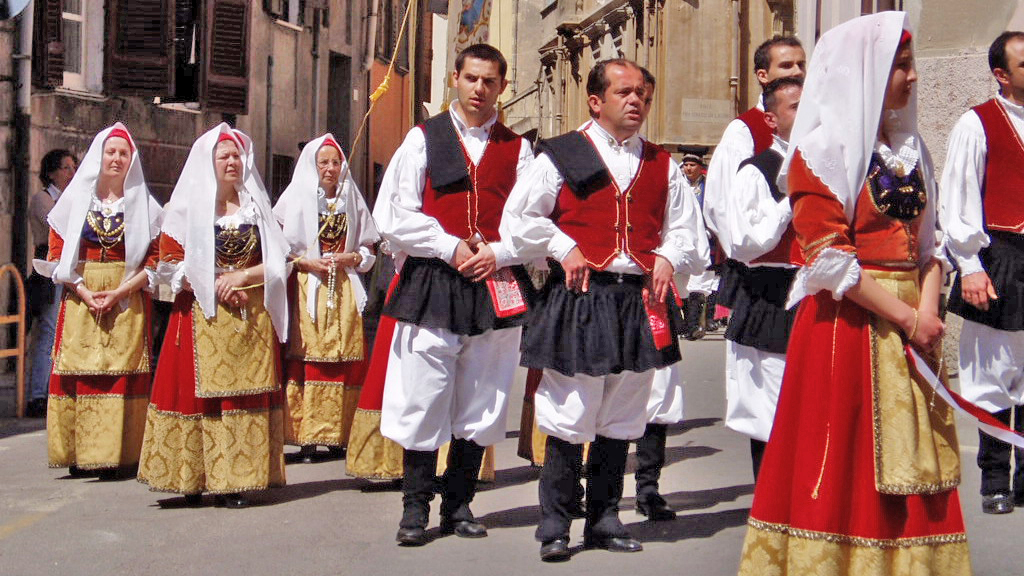
Costume tradizionale di Dolianova

A partire dagli anni settanta anche a Dolianova si è assistito ad un progressivo impoverimento della valorizzazione delle tradizioni culturali più antiche, che sono andate incontro ad un conseguente abbandono. Con molta fatica e altrettanto impegno dai primi anni 2000 la comunità locale, attraverso diverse associazioni di volontariato e comitati spontanei, sta lentamente ma progressivamente riproponendo vecchie e nuove iniziative, che oggi sono in grado di offrire ai residenti e ai visitatori occasioni di svago, approfondimento culturale, impegno sociale.
Tra le manifestazioni più significative a larga partecipazione popolare, oltre i festeggiamenti dei due santi patroni (san Pantaleo e san Biagio) si possono segnalare:
- Feste campestri di San Giorgio (approssimativamente prima domenica e lunedì di giugno) e San Michele (metà luglio), che si svolgono nella più classica tradizione isolana di connubio tra celebrazioni sacre e convivialità pagana.

## Cultura

### Musei
- Museo della tradizione olearia "Sa Mola de su Notariu": ha sede nella villa della famiglia Boyl (XVII secolo) ed espone una raccolta di strumenti di lavorazione, contenitori, lampade e altri manufatti direttamente riconducibili alla cultura dell'olio d'oliva nel Parteolla.

## Economia

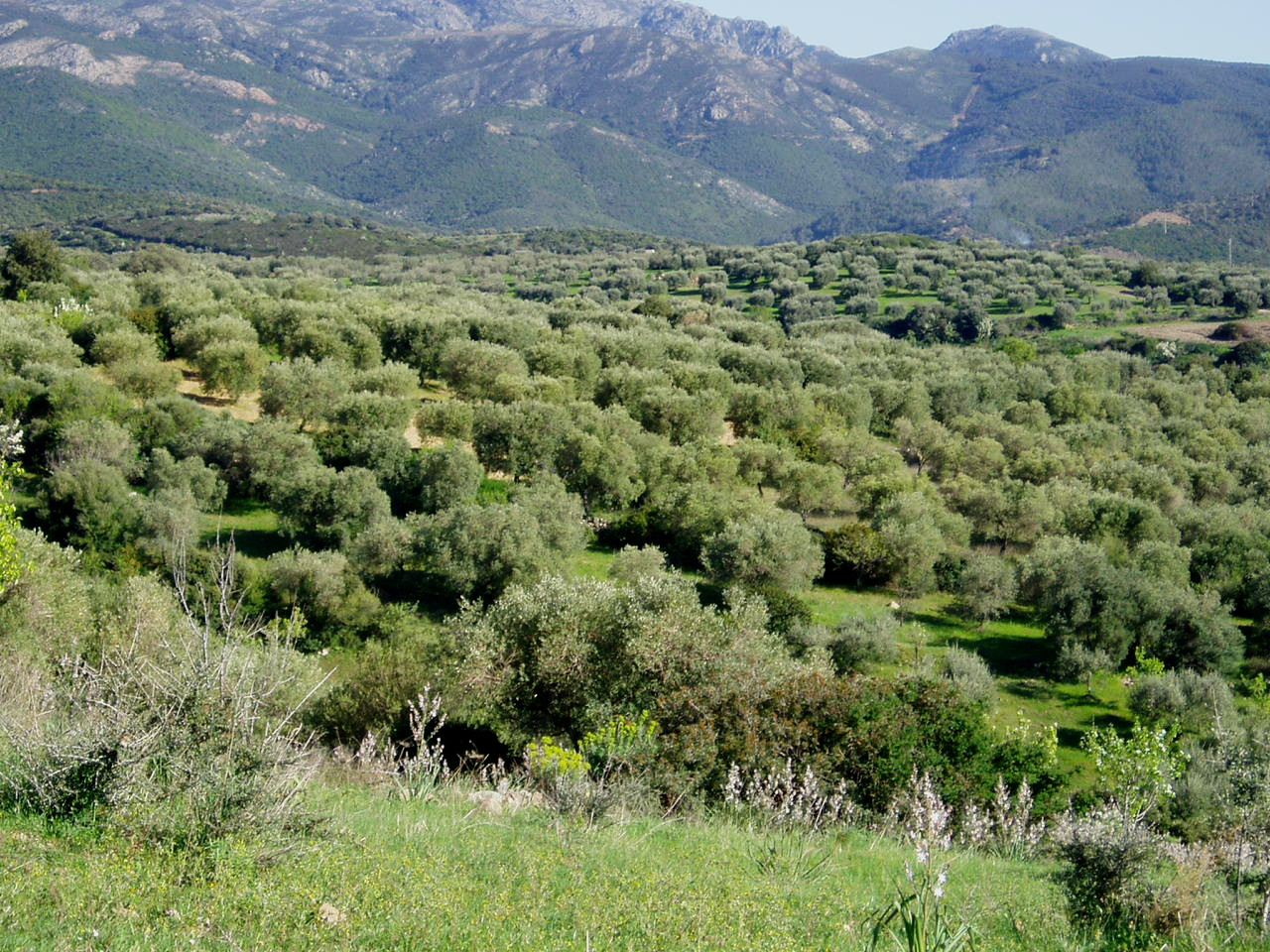
Oliveti di Dolianova

Dolianova è un centro importante per la coltura della vite e dell'olivo, nonché per la trasformazione dei detti prodotti ad opera soprattutto della cantina sociale e della COPAR (Cooperativa olivicoltori del Parteolla), aziende esportatrici a livello nazionale e internazionale.
Un'altra importante attività economica è la produzione dei formaggi ovi-caprini, in quanto Dolianova è sede dell'Argiolas Formaggi, uno dei più grandi caseifici della Sardegna, che esporta i propri prodotti in gran parte dell'Italia e ha alle proprie dipendenze più di 60 lavoratori.
Il centro rappresenta inoltre un punto di riferimento per i paesi circostanti per quanto riguarda il commercio e i servizi, anche grazie a una zona artigianale e industriale in forte espansione.

## Infrastrutture e trasporti

### Ferrovie

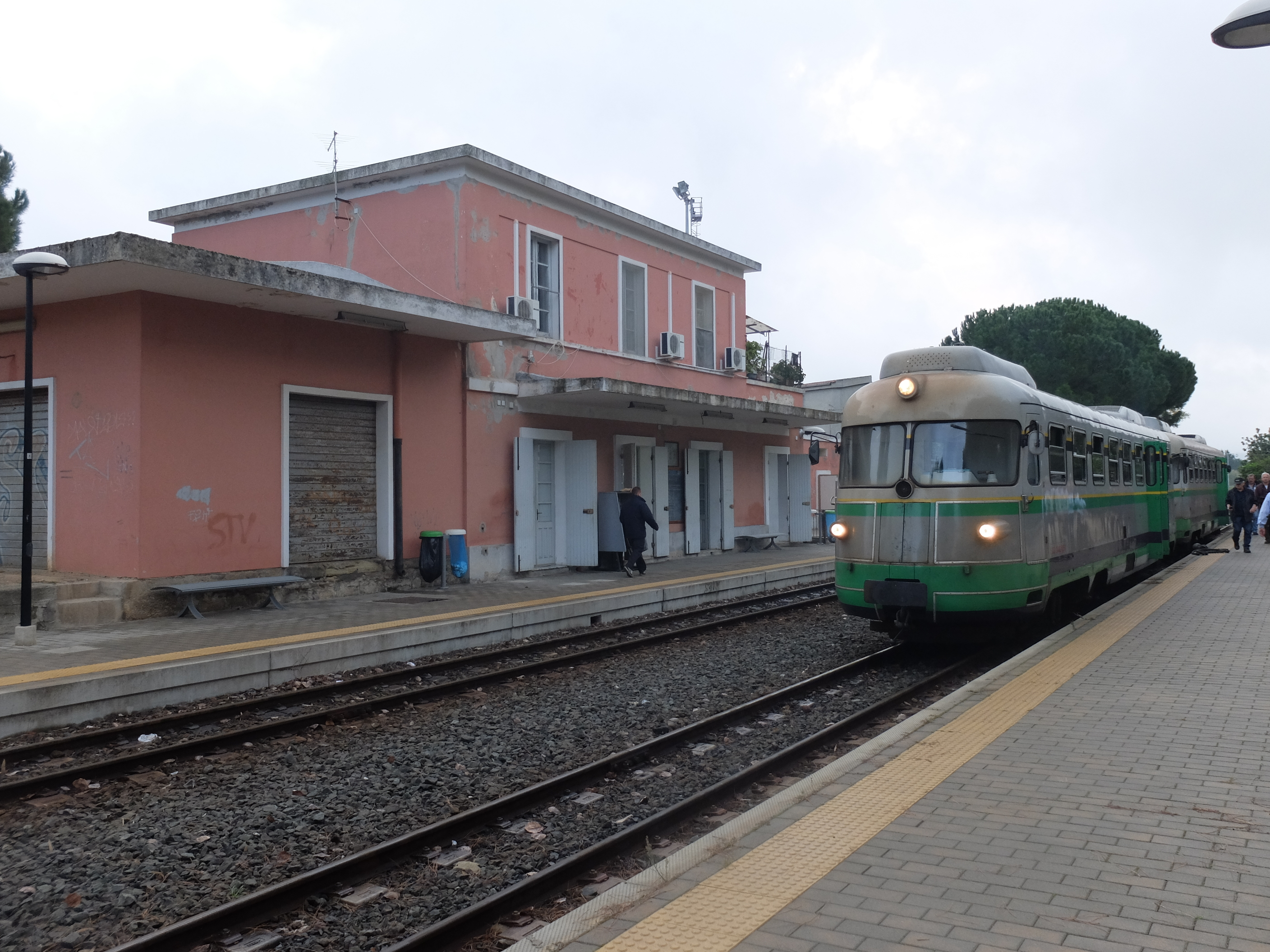
Interno della stazione di Dolianova

Alla periferia ovest dell'abitato si sviluppa la ferrovia Cagliari-Isili: Dolianova è quindi dotata di una stazione, collegata dai treni dell'ARST aventi capolinea a Monserrato ed Isili. Presente nella parte sud-occidentale del paese anche un secondo scalo ferroviario, attivo come fermata a richiesta.

## Amministrazione
| Periodo         | Periodo         | Primo cittadino | Partito                                         | Carica  | Note |
| --------------- | --------------- | --------------- | ----------------------------------------------- | ------- | ---- |
| 1º giugno 2015  | 26 ottobre 2020 | Ivan Piras      | Lista civica "Ivan Piras sindaco per Dolianova" | Sindaco |      |
| 26 ottobre 2020 | in carica       | Ivan Piras      | Lista civica "Ivan Piras sindaco"               | Sindaco |      |

## Sport
A Dolianova vi sono diverse società di atletica, calcio, pallacanestro, pallanuoto e pallavolo.

### Calcio
La società "Accademia Dolianova", fondata nel 2013, milita attualmente in Seconda Categoria. Nei primi anni 2000 l' "US Dolianova", ora non più in attività, è stata protagonista della vittoria della Coppa Italia di Eccellenza, nonostante militasse nel campionato di Promozione.

### Pallacanestro
Per quanto riguarda la pallacanestro, importante è l'attività esercitata sin dal 1965 dalla società "Jolly Basket". Attualmente oltre al settore giovanile la prima squadra maschile milita nel campionato di Promozione. 

### Altri sport
La società di nuoto e pallanuoto locale era la Acquasprint, attualmente è la "Nuotomania Dolianova" (dall'anno 2013/2014), che utilizza la piscina semiolimpionica del comune, mentre per il volley invece c'è la società "Vega Volley".
La società di atletica "G.S. Atletica Dolianova Parteolla a.s.d." è attiva dal 1975.